# Biblioteca Nazionale del Kosovo
La Biblioteca Nazionale del Kosovo (in albanese Biblioteka Kombëtare e Kosovës; in serbo Народна библиотека Косова?) è la più grande biblioteca del Kosovo. È stata fondata nel 1944 come Biblioteca Regionale della Provincia Autonoma del Kosovo. L'edificio che la ospita è stato progettato dall’architetto croato Andrija Mutnjaković.